# Mareau-aux-Prés

Mareau-aux-Prés este o comună în departamentul Loiret din centrul Franței. În 1 ianuarie 2022 avea o populație de 1.669 de locuitori.